# Einfluss des Humanismus auf die Universität zu Köln
Der Einfluss des Humanismus auf die Kölner Universität stellt einen wichtigen Einschnitt in die Entwicklungsgeschichte der frühen Universität zu Köln in der frühen Neuzeit dar. Er war dort maßgeblich an der Reformierung des Bildungssystems beteiligt und führte zu umfassenden Kontroversen mit der an der erzkonservativen Kölner Universität praktizierten Methode der Scholastik und ihren Befürwortern.

## Die Kölner Frühhumanisten
Als erste Kölner Humanisten in der frühen Neuzeit galten umherreisende Magister und Wanderpoeten. 
Unter diesen sind die Italiener Jakobus Publicius, welcher 1468 nach Köln kam, und Stephanus Surigonus, der 1471 für ein Jahr in der Stadt blieb, zu nennen.
Einer der wichtigsten und interessantesten Wanderpoeten war Flavius Ramundus Mithridates. Zwischen 1484 und 1485 war er Professor der Artes und der Theologie an der Universität und lehrte dort unter anderem hebräisch, arabisch, griechisch und Latein. 1485 ließ er die „dicta septem sapientium Graeciae“ in Köln drucken, die er dem humanistisch interessierten Bürgermeister Peter Rinck widmete.

### Die Familie Rinck
Die Familie Rinck spiegelt den Enthusiasmus politisch einflussreicher und wohlhabender Leute für die Aufnahme von Humanisten und den Humanismus selbst in Köln gut wider. Für die Sympathie der Familie Rinck zu den Humanisten ist bedeutend, dass z. B. Peter Rinck zusammen mit Mithridates im italienischen Pavia studierte, wo er den Doktortitel in den Rechtswissenschaften erwarb. Wie er studierten auch viele andere Söhne reicher Patrizierfamilien im bereits humanistisch geprägten Italien, was sicherlich einen Faktor für die Übertragung des frühen Enthusiasmus für den Humanismus in Köln darstellt.
Peter Rinck lehrte selbst zwischen 1459 und 1501 beide Rechte an der Kölner Universität. Peter und Johann Rinck, sein Cousin zweiten Grades, fungierten als Patronen für Mithridates während dessen Aufenthaltes in Köln. Johann Rinck, der später Freund des Humanisten Petrus von Ravenna wurde, diente nach einer erfolgreichen Karriere als Handelsmann 1513 als Bürgermeister.
Dessen Söhne, Hermann und Johann Junior, welche beide an der Universität zu Köln lernten, waren mit Ortwin Gratius und Hermann von dem Busche befreundet und im Streit Peter von Ravenna’s mit den Theologen der Fakultät auf dessen Seite. 
Sowohl Johann Junior als auch der angeheiratete Johann von Reidt, welcher ebenfalls Bürgermeister war und in der Etablierung der Jesuitenschulen in den 1550er Jahren noch eine wichtige Rolle spielen wird, pflegten eine freundschaftliche Korrespondenz mit Erasmus von Rotterdam. Des Weiteren stand von Reidt, der an der Montanerburse gelernt hatte, im engen Verhältnis mit den Humanisten Johannes Caesarius und Sobbius.
Hiermit zeigen sich also das große Interesse am Humanismus, aber auch das unmittelbare Verhältnis der Familie Rinck zu bedeutenden Humanisten, welches aufgrund der stark vorherrschenden konservativen Ader Kölns zu dieser Zeit jedoch nicht überbewertet werden darf.
Dem anfänglichen Enthusiasmus folgte zunehmend ein allgemeines Interesse an humanistischem Gedankengut im Bezug auf die Bildung, worauf die Universität reagierte, indem sie humanistische Lehrer nach Köln holte und humanistische Fächer zuließ.

### Die „studia humanitatis“
Generell wird mit „studia humanitatis“ abstrakt die Gesamtheit der humanistischen Studien der „ars humanitatis“, der Kunst des wahren Menschseins, bezeichnet, die zur Erlangung einer ganzheitlichen Bildung im Sinne des Humanismus führen sollten.
Hauptsächlich wurden an der Universität im Fach „ars humanitatis“ Poesie, Rhetorik und Geschichte gelehrt. Diese Kurse waren jedoch nicht Teil des regulären scholastischen Curriculums und hatten somit im Vergleich zu heute höchstens die Bedeutung von zur freien Wahl stehenden Kursen. Es ist zu bemerken, dass die Einführung dieses Faches auf keinerlei Widerstand der theologischen Fakultät traf, was sich vermutlich durch folgende Thesen begründen lässt:
Einerseits scheinen die das scholastische Bildungssystem vertretenden Theologen dieses neue Fach unterschätzt zu haben, andererseits wird auch der durchaus zu bemerkende finanzielle Bonus für die Universität in der Aufnahme dieses stark der Nachfrage entsprechenden Faches eine nicht zu verachtende Rolle gespielt haben. 
Dabei ist auch die Frage des Unterhalts der dieses Fach unterrichtenden Lehrer von Relevanz, da die Universität ein Interesse gehabt haben muss, diese zu halten.
So gab es zwei verschiedene Finanzierungsmöglichkeiten für die Lehrer.
Jakob Sobbius wurde beispielsweise als einer der wenigen Humanisten direkt vom Stadtrat bezahlt, welches ihn jedoch auch zur Ableistung verschiedener Dienste in der Stadtverwaltung verpflichtete. Dieser Aspekt verdeutlicht die Präsenz mit dem Humanismus sympathisierender und für ihn aktiv eintretender Mitglieder des Stadtrates, ohne welche die betreffenden Humanisten eine solche Finanzierung nicht erfahren hätten.
Eine typischere und hauptsächlich auftretende Möglichkeit bestand darin, dass die Lehrer als „magister artium“ Vorlesungen in der „ars humanitatis“ hielten und ihnen dafür die Gebühren für die Teilnahme an anderen Vorlesungen erlassen wurden, was die Kölner Matrikel 1485 zu Samuel Karoch wie auch 1491 zu Johannes Stammeler von Augsburg bemerkte.

### Peter von Ravenna
Ein weiterer bekannter Humanist, den die Kölner Universität als Universitätslehrer engagierte, ist Petrus von Ravenna. 1506 suchte sie den in Köln weilenden Juristen durch Aussetzung eines wenngleich bescheidenen Gehaltes für Vorlesungen in beiden Rechten, welche er bereits als angesehener Lehrer an verschiedenen italienischen Universitäten und auch an der zu Wittenberg gelehrt hatte, zu gewinnen.
Innerhalb kürzester Zeit erfreuten sich die juristischen Vorlesungen Ravennas, in welche er auch sein humanistisches Gedankengut einbrachte, größter Beliebtheit. Sein relativ kurzer Aufenthalt von 1506 bis 1508 ist durch die Folgen seiner Aufsehen erregenden Äußerungen gegen die deutschen Fürsten zu begründen, die die kirchliche Beerdigung von Hingerichteten verweigerten. Dies verdeutlicht die humanistischen Ansichten Ravennas, welche er somit öffentlich kundtat.    
Gegen diese Äußerungen wandte sich der dominikanische Inquisitor und Theologieprofessor Jakob van Hoogstraten, welcher weitere mächtige Theologieprofessoren wie Arnold von Tongern, Hauptregent der Laurentianerburse, auf seiner Seite hatte.
Vermutlich spielte die persönliche Eifersucht dieser auf den erfolgreichen Ravenna, aber auch deren Abneigung gegen seine humanistischen Tendenzen, eine wichtige Rolle bei dessen Kündigung von der Universität. So nahm er bereits im Sommer 1508 seine neue Lehrtätigkeit an der Universität zu Mainz auf.
Am Beispiel von Peter von Ravenna ist also gezeigt, wie der Humanismus bzw. dessen Einbettung in den Unterricht an der Universität an Einfluss zunahm, was sich auch an den steigenden Studentenzahlen zu dieser Zeit ablesen lässt.

## Der Humanismus an der Universität zu Beginn des 16. Jahrhunderts
Darauf reagierten die konservativen, scholastischen Theologen der Universität, wie im Folgenden beschrieben, mit der Zensur.  
Dass die Reaktion auf den Humanismus erst nach dessen verstärkter Einflussnahme stattfand, ist ein Beleg für die bereits aufgestellte These, wonach die Theologen den Humanismus an der Universität zuerst unterschätzt hatten.

### Die Zensur des Humanismus an der Universität
Der Kölner Erzbischof übertrug 1487 das Recht der Zensur auf die Kölner Theologen und Kanonisten, nachdem die Kölner Universität bereits 1479 als erste überhaupt von Papst Sixtus IV. ein unbeschränktes Zensierrecht erhalten hatte.
Die Universitätstheologen begannen in Kooperation mit der Stadtverwaltung den Humanismus indirekt zu zensieren, indem sie humanistische Publikationen und Inhalte aus der Universität verbannten, welche die politische und religiöse Stabilität der Stadt bedrohen würden. Hierzu muss beachtet werden, dass die Kölner Universität tatsächlich in einer langen erfolgreichen scholastischen Tradition stand und in dieser eine der führenden überhaupt war. Aus dieser Position heraus entwickelte sich eine gewisse Arroganz besonders unter den Theologieprofessoren. Durch ihre konservative Haltung sahen sie keinen Grund, ihre alten bewährten scholastischen Prinzipien und Lehrhaltungen gegen neue humanistische auszutauschen.
1508 zensierten die Theologen das Studium heidnischer Poeten, indem sie nur noch das Vergils und früher christlicher Poeten für die Kölner Studenten als sicher befanden und erlaubten. So hinderten die Theologen 1513 Johannes Aesticampianus daran, Vorlesungen über Plinius und Augustinus’ „de doctrina christiana“ zu halten.
Damit einher geht die Zensur der Druckereien, unter welchen besonders die Quentelldruckerei hervorzuheben ist, die als größter und wichtigster Publizist humanistischer Werke großen Anteil an der dargestellten Einflussnahme des Humanismus hatte. 
Eine andere Variante der Zensur zeigt sich in der Aberkennung der Promotion des Humanisten Johannes Frissemius in der theologischen Fakultät. Dieser hielt in der Montanerburse unter anderem auch Vorlesungen über Erasmus, Rudolf Agricola und Cicero und gab dort eine Einführung in die griechische Sprache.
Infolge dieser so zusammengefassten Zensur des Humanismus an der Kölner Universität verschwand er weitestgehend von ihr.

### Johannes Caesarius
Trotz alledem lebte der Humanismus an den Bursen und in privaten Kursen weiter, was nun am Beispiel von Johannes Caesarius erläutert werden soll. Caesarius gilt als einer der bedeutendsten Lehrer, welche nach der Zensur des Humanismus an der Universität privat in die griechische und lateinische Sprache einführten. An dieser Stelle sei bemerkt, dass diese Sprachen essentiell für die Interpretation und den Umgang generell mit antiken Autoren wie beispielsweise Cicero waren. Zwischen 1510 und 1519 unterrichtete Caesarius also Griechisch in Köln, unter anderem auch den Grafen Hermann von Neuenahr, welchen er 1508 auch schon nach Italien begleitet hatte. Des Weiteren umfasste sein Umfeld Schüler aus den wichtigsten Patrizier- und Handelsfamilien sowie die Humanisten Glarean, Mosellanus und Heinrich Bullinger, welcher später um 1520 bei Frissemius unterrichtet wurde. Zudem pflegte er auch einen engen Kontakt zur Familie Rinck. Ortwin Gratius lobte ihn als den „ersten, welcher die griechischen Schriften aus Italien nach Köln brachte“. Bemerkenswert ist, dass er als Magister „in privatim“ erfolgreicher war als der um 1515 kurz an der Universität in der griechischen Sprache unterrichtende Scholar Richard Croke. Somit scheint also der humanistisch geprägte (Sprachen)Unterricht beliebter als der scholastische gewesen zu sein. Das Interesse an diesem ist besonders unter den Studenten der thomistischen Montaner- und Cornelianerburse zu sehen. Die Zensur schaffte es zwar vorläufig, den Humanismus größtenteils von der Universität zu vertreiben, jedoch gelang es ihr bei Weitem nicht, ihn vollständig aus dem Kölner Universitätsbild zu verdrängen.

## Der Reuchlin-Streit und die „Dunkelmännerbriefe“
Eine zu der Zeit der Zensur beginnende Kontroverse um Johannes Reuchlin prägte mit ihren zu erläuternden Auswirkungen, den „Dunkelmännerbriefen“, den Kontrast zwischen Humanismus und Scholastik.
Der aus Nürnberg stammende, 1504 konvertierte Jude Johannes Pfefferkorn forderte 1508 in seinem in Köln erschienenen „Judenspiegel“, alle jüdischen Schriften einzuziehen und zu verbrennen, da sie ihrer Bekehrung zum Christentum im Wege stünden. In den folgenden zwei Jahren veröffentlichte er weitere Schriften gegen die Juden, welche wieder in Köln herausgebracht wurden. Auf Antrag Pfefferkorns befahl Kaiser Maximilian I. (HRR) 1509 den Juden die Auslieferung aller christenfeindlichen Bücher an diesen, doch beauftragte er im Nachhinein den Erzbischof von Mainz mit der Prüfung des Falles, welcher daraufhin 1510 die Gutachten mehrerer Universitäten (Köln, Mainz, Heidelberg und Erfurt) und Gelehrter einholte. Unter ihnen befand sich neben Hoogstraten, der als Inquisitor der Kirchenprovinzen Mainz, Köln und Trier amtierte und einem konvertierten Juden Viktor Karben auch Johannes Reuchlin, den durch seine Kenntnisse des Hebräischen und der jüdischen Literatur bestens ausgewiesenen und weitbekannten Humanist und Begründer der christlichen Hebraistik.
In seinem 1510 abgelieferten vertraulichen Gutachten riet er als einziger im Geiste der Wissenschaft und der Humanität von den Forderungen Pfefferkorns ab. Kaiser Maximilian folgte ihm, worauf Pfefferkorn wiederum durch dessen Entscheidung persönlich betroffen 1511 in seinem „Handspiegel“ gegen Juden und Talmudschriften wetterte.
Reuchlin antwortete gegen diesen mit seinem „Augenspiegel“, der zugleich heftige Aussagen gegen das Kölner Gutachten enthielt. Infolgedessen wandte sich der Frankfurter Stadtpfarrer Peter Meyer, der Reuchlins Schrift beschlagnahmen ließ, in Parteinahme für Pfefferkorn an die Theologen der Kölner Universität. Der bekannte albertistische Theologieprofessor Arnold von Tongern, einer der bedeutendsten Regenten der Laurentianerburse, veröffentlichte 44 Artikel gegen Johannes Reuchlin. Die theologische Fakultät erklärte den „Augenspiegel“ 1513 für ketzerisch und ließ ihn im nächsten Jahr öffentlich verbrennen.
Hoogstraten, der in Köln zu den maßgeblichen Doktoren gehörte, initiierte als Inquisitor einen kirchlichen Prozess gegen Reuchlin. Der Beklagte erlangte jedoch aufgrund einer Appellation an Papst Leo X. die Rückverweisung des Verfahrens an den Bischof von Speyer, welcher Hoogstraten die weitere Verfolgung Reuchlins verbot, worauf dieser seinerseits nach Rom appellierte, wo er sich dann mehrere Jahre um Erfolg bemühte. Die Ausmaße des Reuchlinstreits zeigen sich auch in der Anteilnahme der Pariser Universität, welche den „Augenspiegel“ verurteilte, des niederländischen Erben Karl von Habsburg (des späteren Kaisers) und des Königs Franz I., die dem Papst die Vernichtung des „Augenspiegels“ empfohlen. Dagegen setzte sich Kaiser Maximilian bei Leo X. für Reuchlin ein. Ob er dies aus Zuwendung zum Humanismus, einem rein theologischen Beweggrund oder persönlichen Anlass tat, lässt sich dabei nicht eindeutig klären.

Obwohl der Theologenstreit zu Beginn also rückblickend gesehen nichts mit dem Gegensatz zwischen Scholastik und Humanismus zu tun hatte, wuchs er dann in eine Literatenauseinandersetzung um Scholastik und Humanismus hinein, wobei unter beiden Parteien Humanisten vertreten waren. Abgesehen von Hoogstraten meldeten sich die Kölner Theologen nicht mehr zu Wort. Auf Hoogstratens Seite stand der Kölner Stadtpoet Andreas Canter, der Pfefferkorns Schriften ins Lateinische übersetzte, für die Theologen trat aber auch der renommierte jüngere Humanist Ortwin Gratius ein. In einem Gedicht verherrlichte er die articuli des Arnold von Tongern gegen Reuchlin und griff ihn auch selbst an. 1514 gab er ein eigenes Werk Contra Speculum oculare Ioannis Reuchlin Phorcensis heraus, wobei auch bei ihm unklar ist, ob er dazu durch seine engen persönlichen Beziehungen zu den Theologen oder nur durch sein Interesse an dem theologischen Problem und am Glauben veranlasst wurde. Die Autoren der „Dunkelmännerbriefe“ griffen ihn in heftigster Art und Weise an. Generell bedienten sie sich ausfallendster Formen gegenüber ihren Widersachern, was sich am Beispiel von Ortwin Gratius an der Beleidigung von dessen Frau zeigt: 

„[…] Sie hat eine Warze auf der Stirne, lange und rote Schenkel, plumpe und schwarze Hände und ihr Mund riecht übel wegen ihrer schlechten Zähne; dabei aber hat sie einen festen Hintern, nach dem allbekannten Sprichwort: Margaretens Kunstgebiet, ein Netz, das häufig zieht. Ihr aber seid verblendet durch jene satanische Liebe, dass Ihr ihre Fehler nicht sehet. Sie isst und trinkt viel, und unlängst entfuhr ihr zweimal ein Furz, als sie neben mir bei Tische saß; da sagte sie, es komme von der Bank her. […]“

Nicht nur die Kölner Scholastiker, sondern der gesamte Klerus wurde in den „Dunkelmännerbriefen“ verspottet, wie sich am Beispiel eines Kolmarer Augustinerbruders zeigt: 

„[…] Sogleich kam er [Pater Richard Kalberstadt] aber wieder zu ihr zurück im Chorhemd und Dalmatika, spielte ihr auf die liebenswürdigste Weise zwischen beiden Brüsten und auch gar artig im Schoße, sodass er sich keiner Bosheit von ihr versah. Da läutete der Küster in den Chor, und er lief im Hemd ohne Hose fort, um dem Gottesdienste beizuwohnen. […]“

Obwohl Reuchlin 1520 in Rom noch Recht gegeben worden war, kam es letztendlich unter dem Eindruck der beginnenden Reformation zu einem Urteil zugunsten von Hoogstraten, und der „Augenspiegel“ Reuchlins wurde für ketzerisch erklärt. Dies ist als ein Resultat daraus zu sehen, dass von orthodoxer Seite Humanismus und „Lutheranismus“ immer wieder in zum Teil wohlüberlegter Kalkulation miteinander in Verbindung gebracht wurden, auch wenn sich diese in Wirklichkeit nicht unbedingt willkommen hießen.
Zusammenfassend entwickelte sich also aus einer mit dem Gegensatz aus Humanismus und Scholastik nichts zu tun habenden Kontroverse eine diesen maßgeblich prägende.
Zwar hatten die Theologen unter der Führung Hoogstratens den Reuchlinstreit für sich entschieden, jedoch war ihre Position durch die unter dem Volk weit verbreiteten „Dunkelmännerbriefe“ geschwächt.

## Der Studentenrückgang als Folge der Zensur
Wie bereits beschrieben, lebte der Humanismus trotz der Zensur an der Universität in den Bursen und in privatem Unterricht weiter. Dennoch ist zu bemerken, dass er nicht an die Präsenz und Stärke anknüpfen konnte, welche er vor der Zensur mit dem Unterricht an der Universität besaß. Diese eingeschränkte Präsenz humanistischen Unterrichts vermochte es jedoch nicht, die Nachfrage der Studenten zu decken, was neben weiteren Faktoren (Kriegsereignisse, Seuchen etc.) eine große Rolle für den massiven Studentenrückgang an der Kölner Universität spielte. So verzeichnet die Matrikelliste für das Jahr 1498 2260 Studenten, während die Matrikelliste von 1526 nur noch 433 angibt.
Der Studentenrückgang, welcher 1524 auch zum bereits beschriebenen Eingang der Cornelianerburse führte, beunruhigte die Kölner Stadtverwaltung unter dem fünfmaligen Bürgermeister Johann von Reidt, durch welche die Kölner Universität veranlasst wurde, 1523 Reformmaßnahmen zu ergreifen.

### Die Reformmaßnahmen der Universität im Jahre 1523
Dass die Artistenfakultät bereit war, dem allgemein humanistischen Trend nachzugeben, zeigen die von ihr in Auftrag gegebenen reformierten Fakultätsstatuten von 1523, wobei nicht geklärt ist, inwiefern sie unter äußerem Einfluss entstanden. Jedoch ist zu vermuten, dass die Stadtverwaltung an der Reformierung mitwirkte und indes einen gewissen Druck ausübte. 
Die reformierten Fakultätsstatuten von 1523 weisen einen so hohen Kompromisscharakter auf, dass an der Absicht, die scholastische Lehre allmählich umzugestalten, kaum zu zweifeln ist. Zwei prominente Humanisten waren damals Dekane der Artistenfakultät, von welchen Johannes Frissemius die Statuten Anfang des Jahres dem Rektor der Universität vorlegte und Johannes Volsius sich für deren Anerkennung bemühte. Dabei traten die neuen Statuten ausdrücklich für das Studium Ciceros, Vergils und des italienischen Humanisten Filelfo ein. Ferner nennen sie die Werke des Karmeliten Mantuanus, dessen „calamitates“ Ortwin Gratius 1510 ediert hatte, welcher als Prototyp des christlichen Humanismus galt und bei den deutschen Humanisten in großem Ansehen stand.
Die Professoren der theologischen Fakultät sahen diese Reformansätze als Bedrohung ihrer Autorität und ihres Ansehens innerhalb der Universität sowie als mögliche Untergrabung des traditionellen Pfründesystems. Ein weiterer Grund dafür, dass sich die Theologen so vehement gegen die Reformen wehrten, mag in der andauernden Kränkung durch die „Dunkelmännerbriefe“ liegen. Da, wie bereits erwähnt, die theologische Fakultät die größte und dominierendste an der Universität darstellte, gelang es selbst dem einflussreichen Grafen von Neuenahr, welcher 1524 Universitätskanzler wurde, nicht, den Stadtrat zur Umsetzung der Reformen zu überzeugen.

### Die Reformmaßnahmen der Universität im Jahre 1525
In Anbetracht dessen, dass die Studentenanzahl nach 1523 weiter stark abnahm, scheinen die humanistischen Reformen noch nicht hinreichend umgesetzt worden zu sein. Darunter klagte auch der unter den Reformen von 1523 lernende Anteil von Studenten und erbat 1525 vom Stadtrat die Durchsetzung einer noch weitergehenden, von dem damaligen Rektor, dem längst bekannten Scholastiker Arnold von Tongern, von Quirin von Wylich, einem ehemaligen Laurentianer und dann Kölner Weihbischof, von dem Scholastiker und mehrfachen Dekan Matthias Aquensis sowie vom Universitätskanzler und Humanistenförderer Graf Hermann von Neuenahr ausgearbeiteten Reform, welche im September 1525 gebilligt wurde. Am Beispiel von Arnold von Tongern und Quirin von Wylich ist nun auch die erforderliche, wenn auch vielleicht nur geringe, Bereitschaft der Scholastiker bzw. Theologen der Universität zur Hinwendung zu humanistischen Reformen zu sehen.  
Im Zuge der Reformen von 1525 kam es zu weitläufigen Ergänzungen, aber auch zum Austausch bereits bekannter Fächer und Unterrichtsinhalten. Diese Ergänzung geschah sowohl durch neuartige humanistische Lehrliteratur, als auch durch die verstärkte Betrachtung von Lehrinhalten unter humanistischem Aspekt. 
So zeigt sich die Ergänzung bereits bekannter Fächer in den Statuten von 1525 im Unterschied zu 1523 in dem Umgang mit Aristotelesübersetzungen. Dabei hielt man an den Übersetzungen des Boethius fest, jedoch sollten davon abgesehen moderne Übersetzer wie Faber, Johannes Argyropulos und Leonardus Aretinus besondere Bemerkung finden. Kennzeichnend für die humanistische Grundtendenz wurde z. B. neben der Pflege der Rhetorik dann auch die 1525 eingeführte stärkere Berücksichtigung der Ökonomik und Politik mit Hilfe moralphilosophischen Schriften des Aristoteles, wohingegen 1523 mit Hilfe dieser nur die Ethik beleuchtet wurde.
Vor allem aber wurde das von den Humanisten so bekämpfte wie verspottete „doctrinale“ des Alexander de Villa Die 1525 dann endgültig abgeschafft und gegen die des Despauterius ausgetauscht. Dieser knüpfte zwar an Alexander an und arbeitete stark mit Merkversen, jedoch ist der wesentliche Unterschied in der andersartigen Zielsetzung zu sehen. Für Alexander ist die Grammatik Mittel zum Zweck des logischen Disputierens, dagegen betreibt sie Despauterius als Selbstzweck, um die Sprache zu erlernen, nicht jedoch um sie der Dialektik nutzbar zu machen. Diese Unterrichtsmethodik war unter den Scholastikern lange aufgrund der fehlenden Abprüfungsmöglichkeiten angezweifelt worden. So muss die Anwendung ebendieser Methodik ein Indiz dafür sein, dass eine solche Möglichkeit gefunden wurde.
Insgesamt wurde der scholastische Bildungskanon also nicht beseitigt, sondern vielmehr humanistisch ergänzt und modernisiert. Die humanistisch aufpolierte Scholastik und die humanistische Philologie fanden sich auf diese Art und Weise allmählich miteinander ab. Die Allgemeinbildung der frühen Neuzeit ist somit durch einen Kompromiss geprägt, in dem Aristoteles und die „schönen“ litterae wie z. B. die Rhetorik gleicherweise ihren Platz hatten.
Nach und nach gelangte die Kölner Universität durch diesen Reformprozess aus ihrer Krise, da das Verlangen der Studenten nach dem Humanismus scheinbar befriedigt wurde, so dass die Kölner Universität für das Jahr 1550 bereits wieder 790 und damit mehr als doppelt so viele Immatrikulationen wie in ihrer größten Krisenzeit melden konnte.

## Zusammenfassung
Alles in allem lässt sich die Einflussnahme des Humanismus in Köln in der frühen Neuzeit in drei Phasen einteilen:
- Während des späten 15. Jahrhunderts gab es zuerst eine Periode des Enthusiasmus für den Humanismus, als wohlhabende Leute mit politischem Einfluss Wanderpoeten und humanistische Lehrer in Köln willkommen hießen und unterstützten.
- Darauf folgte zu Beginn des 16. Jahrhunderts eine Periode, in der es viel humanistische Aktivität in Köln gab, eine Zeit, geprägt von Kontroversen zwischen Humanisten und Scholastikern, in der der Humanismus zensiert und geschwächt wurde, was der Universität schadete.
- Letztlich fand zur Mitte des 16. Jahrhunderts die Eingliederung des Humanismus in die Universität statt, was die Universität wieder stärkte und das gesamte Bildungssystem maßgeblich prägte.